# 羊稠厝
羊稠厝，是臺灣雲林縣四湖鄉的一個傳統地域名稱，位於該鄉中部至北中央地帶。相較於今日行政區，其範圍大致包括施湖村、湖寮村北部中央凸出部分的北端、羊調村東南大半部不含最東南端、內湖村東北端。

## 歷史
臺灣清治末期至日治初期，羊稠厝地區為一（舊制）街庄，稱為「羊稠厝庄」，隸屬於尖山堡。該庄北隔舊虎尾溪與牛厝庄、程海厝庄、牛埔頭庄為界，東與四湖庄為鄰，東南邊為下藔庄，西南邊為內湖庄，西北邊為溪尾庄。
1901年（日治明治三十四年）11月，全臺廢縣廳改設二十廳，該庄隸屬於斗六廳。1903年（明治三十六年）6月，該庄編入「牛挑灣區」，隸屬於斗六廳。1909年（明治四十二年）10月，合併二十廳為十二廳，牛挑灣區改隸屬於嘉義廳。1920年（大正九年），全臺地方制度大改正，廢十二廳改設五州二廳，該庄改制為「羊稠厝」大字，隸屬於臺南州北港郡四湖庄（新制街庄）。
戰後四湖庄改制為四湖鄉，隸屬於臺南縣，大字亦改制為村。1950年10月，雲、嘉、南分治，四湖鄉改隸屬雲林縣。

## 聚落
本地區發展較早的聚落有羊稠厝、山藔、施厝湖、東庄藔、安溪藔等，在日治期初期的官方地圖上已有記載。其後羊稠厝分成西羊稠（西羊調）、中羊稠（中羊調）、東羊稠（東羊調）三個聚落，施厝湖分成下湖、中湖、頂湖三個聚落。

## 交通
縣道155號（中正路）是臺西鄉五條港至北港的道路，經過本地區東庄寮、頂湖兩個聚落。由該道路向北北西可前往臺西鄉，並止於五條港的省道台17線與台61線共線路口；向東南微南可前往四湖鄉市區、水林鄉東北部、北港鎮，並止於北港市區的省道台19線路口。
縣道160號（中山西路）是四湖鄉三條崙至土庫鎮無底潭的道路，經過本地區中羊稠（中羊調）、東羊稠（東羊調）、下湖等聚落。由該道路向西北西可前往三條崙，並止於台灣中油三條崙站前；向東可前往四湖鄉市區、元長鄉、土庫鎮西南部糞箕湖地區的無底潭，並止於縣道145號路口（無底潭聚落東郊）。
鄉道雲113-1線是嘉隆至新厝的道路，其南側端點（終點）位於本地區東部邊界地帶的鄉道雲113-2線路口（四湖地區新厝仔聚落西側）。由此向北北東沿邊界而行，其後轉東南東再轉東可前往牛埔頭南部偏西的鄉道雲113線路口（屬東勢鄉嘉隆村）。
鄉道雲113-2線（安溪路）是東莊寮至保長湖的道路，其西側端點（起點）位於本地區東庄寮聚落的縣道155號路口。由此向東轉東南，經安溪寮聚落後可前往四湖地區，並止於保長湖聚落東南側的鄉道雲113線路口。
鄉道雲128線是林厝寮至頂湖的道路，其東側端點（終點）位於本地區東部頂湖聚落的縣道155號路口。由此向西北西可前往溪尾、林厝寮，並止於省道台17線路口。
鄉道雲132線是廣溝至鹿場的道路，經過本地區南端。由該道路向西北西可前往內湖地區中部、飛沙地區南部、飛沙/下崙交界地帶、下崙/三條崙交界地帶、三條崙/萡子寮交界地帶、萡子寮地區北部，並止於該地區北部廣溝厝聚落南側的鄉道雲131線路口；向東南東轉東可前往下寮地區中部、鹿場地區西部，並止於該地區西部近邊界地帶中段的一個三叉路口（下寮地區咯內聚落東北郊）。
鄉道雲135線是羊稠厝（實際起點在溪尾地區中溪尾聚落南郊）至頂口湖的道路，經過本地區西部的中羊稠（中羊調）聚落。由該道路向北北東可前往溪尾，並止於中溪尾聚落南郊的鄉道雲128線路口；向南南西可前往內湖地區中西部、外埔地區西部、口湖地區北部，並止於該地區頂口湖的鄉道雲131線路口暨雲138線起點路口。
鄉道雲137線是施厝湖至蘇水尾的道路，其北側端點（起點）位於本地區下湖聚落西郊的縣道160號路口。由此向南南西可前往下寮、蔡厝地區中部、謝厝寮地區東部的蘇水尾聚落，並止於鄉道雲140-1線終點路口。
鄉道雲139線（中湖街）是中湖至蔡厝的道路，其北側端點（起點）位於本地區東部中湖聚落東北郊的縣道155號路口。由此向西南轉南南西蜿蜒而行，可前往下寮地區中部、蔡厝地區東北部，並止於鄉道雲136線路口（蔡厝聚落北北西郊）。

## 學校
- 建華國小

## 公務機關
- 四湖鄉戶政事務所
- 四湖鄉衛生所